# پراژکتا کولی
پراژکتا کولی (انگلیسی: Prajakta Koli) یوتیوبر، بازیگر، خواننده رپ، کمدین، و تهیه‌کننده تلویزیونی اهل هند است. وی از سال ۲۰۱۵ میلادی تاکنون مشغول فعالیت بوده است.
او در مجموعه ناسازگار بازی کرده است.